# Eparchia di San Nicola di Ruski Krstur
L'eparchia di San Nicola di Ruski Krstur (in latino: Eparchia Sancti Nicolai de Ruski Krstur) è una sede della Chiesa greco-cattolica serba immediatamente soggetta alla Santa Sede. Nel 2022 contava 21.300 battezzati. È retta dall'eparca Đura Džudžar.

## Territorio
L'eparchia comprende i fedeli cattolici di rito bizantino residenti in Serbia e Kosovo.
Sede dell'eparca è a Ruski Krstur, una località della Voivodina nel comune di Kula, abitata in maggioranza da ruteni. Qui si trova la cattedrale di San Nicola.
Il territorio è suddiviso in 21 parrocchie.

## Storia
L'esarcato apostolico di Serbia e Montenegro fu eretto il 28 agosto 2003, ricavandone il territorio dall'eparchia di Križevci.
A seguito del decreto Attenta norma della Congregazione per le Chiese orientali emesso il 19 gennaio 2013, la giurisdizione dell'esarca è stata ridotta ai soli fedeli della Serbia, mentre la giurisdizione sui cattolici di rito bizantino del Montenegro è stata affidata ai vescovi di rito latino; contestualmente l'esarcato ha assunto il nome di esarcato apostolico di Serbia.
Il 6 dicembre 2018 l'esarcato apostolico è stato elevato al rango di eparchia da papa Francesco con la bolla Christi Crucis.

## Cronotassi dei vescovi
Si omettono i periodi di sede vacante non superiori ai 2 anni o non storicamente accertati.
- Đura Džudžar, dal 28 agosto 2003

## Statistiche
L'eparchia nel 2022 contava 21.300 battezzati.
| anno | popolazione | popolazione | popolazione | presbiteri | presbiteri | presbiteri | presbiteri                | diaconi | religiosi | religiosi | parrocchie |
| anno | battezzati  | totale      | %           | numero     | secolari   | regolari   | battezzati per presbitero | diaconi | uomini    | donne     | parrocchie |
| ---- | ----------- | ----------- | ----------- | ---------- | ---------- | ---------- | ------------------------- | ------- | --------- | --------- | ---------- |
| 2003 | 22.700      | ?           | ?           | 18         | 16         | 2          | 1.261                     |         | 2         | 55        | 17         |
| 2004 | 22.934      | ?           | ?           | 18         | 16         | 2          | 1.274                     |         | 2         | 54        | 26         |
| 2009 | 22.369      | ?           | ?           | 18         | 16         | 2          | 1.242                     |         | 3         | 65        | 21         |
| 2013 | 22.085      | ?           | ?           | 20         | 18         | 2          | 1.104                     |         | 2         | 73        | 21         |
| 2016 | 21.845      | ?           | ?           | 21         | 19         | 2          | 1.040                     |         | 2         | 61        | 21         |
| 2019 | 21.600      | ?           | ?           | 19         | 17         | 2          | 1.136                     |         | 2         | 48        | 21         |
| 2020 | 21.571      | ?           | ?           | 19         | 17         | 2          | 1.135                     |         | 2         | 47        | 21         |
| 2022 | 21.300      | ?           | ?           | 18         | 16         | 2          | 1.183                     |         | 2         | 46        | 21         |